# Серро-Мачін
Серро-Мачін (ісп. Cerro Machín) — стратовулкан, розташований в департаменті Толіма, Колумбія, за 17 км на схід від міста Ібаґуе та за 7 км від міста Кахамарка. Складається з кількох вершин, що перекриваються, найбільша висотою 2750 м над рівнем моря. Вважається одним з найнебезпечніших вулканів у світі через високу щільність заселення у навколишніх районах. Його останнє виверження відбулося близько 1200 року, а починаючи з 2004 року було зареєстроване нове збільшення активності, що, зокрема, привело до паніки в Кахамарці в листопаді 2008 року.